# Конкубінат
Конкубі́нат (лат. concubinatus від com - 'разом' i cubare - 'лежати') — подружнє життя на віру, без вінчання.

## Римське право
У римському праві постійне (не випадкове) дозволене законом співжиття чоловіка (конкубіна) і жінки (конкубіни) називалося конкубіна́том. Конкубінат — це фактичні шлюбні відносини з наміром створити сім'ю. Конкубіна не розділяла соціального становища чоловіка. Крім того, чоловік в республіканську епоху міг перебувати й в законному шлюбі, і в конкубінаті (з різними жінками). Часто такий тип відносин виникав між особами, які не бажали чи не могли укласти шлюб (наприклад, сенатор із невільницею, яку звільнив з рабства). Імператори Веспасіан, Марк Аврелій після смерті дружин перебували в конкубінаті. Костянтин Великий заборонив поєднувати шлюб із конкубінатом, який став моногамним.
Діти відповідно набували статусу матері, а не батька, хоч не були для нього юридично сторонні як позашлюбні діти. За певних умов діти від конкубіни мали право на утримання від батька та могли спадкувати частину його майна. А якщо батько їх узаконив, то повністю підпадали під його владу.
Способи узаконення дітей від конкубіни:
1. при укладенні шлюбу з матір'ю дітей (legitimatio per subsequens matrimonium);
2. шляхом висунення сина в стан місцевих декуріонів, попередньо наділивши його майном;
3. шляхом визнання доньки спадкоємицею у разі її одруження з декуріоном;
4. шляхом видачі рескрипту (дозволу) імператора на прохання батька у разі смерті матері, або на прохання сина чи доньки у разі смерті батька, якщо він визнав їх спадкоємцями.

## Конкубінат у християнстві
Шлюб за допомогою договору не є таїнством і може бути названий конкубінатом:
| Ліві лапки | Конкубінат вважається дозволеним, бо має наложницею чесну жінку і робить це відкрито, очевидно, має її як жінку, а в іншому випадку грішить по відношенню до неї блудом (М. Властар. Синтагма. П. гл.17). | Праві лапки |

| Ліві лапки | той, хто не має дружини, але має за дружину конкубіну, не повинен відлучатися від причастя, а проте, хай буде задовольнятися він союзом з однією жінкою, будь вона дружиною або конкубіною - що його більше влаштовує (Рішення 1-го Толедського Собору) | Праві лапки |

Василій Великий називає конкубінат блудом:
| Ліві лапки | Блуд не є шлюб, і навіть не початок шлюбу. Тому тих, що злягаються через блуд, краще розлучати, якщо можливо. Якщо ж всіляко тримаються співжиття (конкубінату), то нехай приймуть епітимію розпусти: але нехай залишаться у співжитті шлюбному, нехай не гірше що буде (26-те правило святителя Василія Великого) | Праві лапки |

У своїй 89-й новелі візантійський імператор Лев VI (912 р.) вперше піддав критиці попереднє законодавство за те, що такі юридичні акти, як усиновлення та шлюб, вважалися суто цивільними процедурами. Він проголосив, що обидва цих акти, оскільки вони відбуваються не рабами, а вільними людьми, повинні санкціонуватися за допомогою певної церковної церемонії — вінчання. Шлюб, який не отримав благословення Церкви, «не буде вважатися шлюбом», а стане незаконним конкубінатом.

## Конкубінат у Середні віки
У Середні віки конкубінат, або вільний шлюб, як його називали в Європі, став більш поширеним, особливо в селянському середовищі, де досить довго не визнавався церковний шлюб. Здійснення шлюбного обряду й подальше співжиття вважалося достатнім для селян: численні правові акти тієї епохи свідчать, що діти від таких шлюбів вважалися цілком законними спадкоємцями майна свого батька чи матері. Тільки у XVIII—XIX ст. в селянському середовищі церковний шлюб почав визнаватися необхідним.
У вищих і міських верствах населення ситуація була трохи інакшою. Механізм захисту у вигляді моногамного нерозривного шлюбу, визнаного державою й освяченого церквою, був необхідний як королям, так і представникам знаті, щоб не виникало суперечок при передачі титулів і володінь. Франкські королі Дагоберт I, Карл Великий і Людовик Благочестивий поряд із законними дружинами мали конкубін, що не засуджувалось. Руський князь Володимир також мав кількох конкубін, із якими жив у різний час як із законними дружинами. Вільгельм Завойовник на прізвисько Бастард претендував на англійську корону, хоча сам був сином від конкубінатного союзу. Таким чином, у Середні віки конкубінат і церковний шлюб існували як дві паралельні форми статевого союзу, хоча й не рівні між собою, але однаково можливі. Річ у тому, що в ранньому християнстві церковний шлюб і конкубінат взагалі не мали чіткого поділу. Як підкреслювалося, наприклад, у постанові I Толедського собору (400 р. н. е.), чоловіка не можна позбавляти причастя тільки на тій підставі, що «людина має в якості дружини конкубіну», важливо лише, щоб він жив лише з однією жінкою, а не з багатьма. Ця формула могла скластися в умовах, коли панівний стереотип шлюбної поведінки виключав дискримінацію конкубінату, тобто коли конкубінат був такою ж (або навіть більш поширеною) нормою, як і церковний шлюб.
За 500 років, що минули після I Толедського собору, позиція офіційної Церкви стосовно конкубінату змінилася радикально, зміни ж у масовій свідомості йшли більш повільно та в розріз з офіційною позицією Церкви. Тим не менш, Церква вживала й репресивні заходи проти конкубінату і насамперед серед священників. Остаточно конкубінат був заборонений і оголошений формою нелегального співжиття на Трентському соборі (1563 р.).

## Конкубінат сучасності
У деяких європейських державах (Нідерланди, Бельгія, Франція, Швеція, Фінляндія існує можливість правної реєстрації конкубінату, що має наслідком право спадкування, сплату аліментів. Зазвичай різниця між шлюбом і зареєстрованим конкубінатом полягає в тому, що для реєстрації останнього, (як і до розірвання відносин) достатньо письмового засвідчення у відповідній установі у формі умови, яка визначає правну й майнову відповідальність сторін.
В іншій групі держав (Канада, США, Австралія, Велика Британія та інших) не існує можливості правної реєстрації конкубінату. Тим не менше зберігається можливість отримати спадок від конкубента, добиватися аліментів у разі надання ретельних доказів (свідчень свідків, документів про спільне проживання, спільний банківський рахунок тощо).
У Японії інститут конкубінату було законодавчо заборонено у середині XX століття.